# DSA-690
La DSA-690 es una carretera perteneciente a la Red Primaria de la Diputación Provincial de Salamanca que une las localidades de La Orbada y Arabayona de Mógica.
Además pasa por la localidad salmantina de Espino de la Orbada y circunvala la localidad de El Pedroso de la Armuña.

## Origen y Destino
La carretera  DSA-690  tiene su origen en el casco urbano de La Orbada, en la intersección con la carretera  N-620  y termina en el casco urbano de Arabayona de Mógica, en la intersección con la carretera  SA-804 ; formando parte de la Red de carreteras de Salamanca.